# 汪學金
汪學金（?—?），字敬铭，又字杏江、敬箴，晚号静厓，江苏省太仓直隶州镇洋县人。清朝官员。

## 生平
汪學金乾隆四十六年（1781年）中式甲辰科一甲第三名進士（探花）。授翰林院編修。官至左春坊左庶子。

## 家族
父汪廷玙。